# Suberites spermatozoon
Suberites spermatozoon är en svampdjursart som först beskrevs av Schmidt 1875.  Suberites spermatozoon ingår i släktet Suberites och familjen Suberitidae.
Artens utbredningsområde är Norge. Inga underarter finns listade i Catalogue of Life.